# OceanGate
OceanGate é uma empresa privada que opera em Everett, Washington, Estados Unidos, que oferece submersíveis tripulados para a indústria, a pesquisa e a exploração. A empresa foi fundada em 2009 por Stockton Rush.
Em 2021, a OceanGate começou a levar clientes pagantes para visitar o naufrágio do Titanic em seu submersível Titan. A partir de 2022, o custo de uma expedição com a OceanGate para os destroços era de US$ 250.000 por pessoa. Em 18 de junho de 2023, durante uma viagem ao local do naufrágio do RMS Titanic, perdeu-se o contato com o submersível, levando a uma operação internacional de busca e resgate. Mas após alguns dias de buscas descobriu-se que o submersivel Titan implodiu levando a morte dos 5 tripulantes, incluindo Stockton Rush, criador e CEO da OceanGate.
A OceanGate possuía e operava três submersíveis de cinco pessoas: Antipodes, Cyclops 1 e Titan. O Titan era o mais novo e avançado submersível da empresa, feito de fibra de carbono e titânio, capaz de atingir profundidades significativas.

## História
Quando ele era jovem, o pai de Stockton Rush o apresentou a um amigo pessoal, o astronauta Pete Conrad, que o aconselhou a obter uma licença de piloto se Rush quisesse se tornar um astronauta. Em 1980, Rush obteve a licença de piloto comercial aos 18 anos, mas depois foi informado de que sua acuidade visual o desqualificaria para se tornar um piloto militar, e ele se mudou de São Francisco para Seattle para trabalhar para a McDonnell Douglas como engenheiro de teste de vôo para F-15 Eagle, construindo sua fortuna investindo sua herança em empresas de tecnologia. Depois de assistir ao lançamento da SpaceShipOne, percebeu que "não queria subir ao espaço como turista. Eu queria ser o Capitão Kirk na Enterprise. Eu queria explorar ", e girou para buscar a exploração submarina. Como as águas frias de Puget Sound exigiam muito tempo e equipamento técnico para mergulhar, ele pensou que "estar em um submarino, ser agradável e aconchegante e tomar um chocolate quente com você é melhor do que congelar e passar por dois hora de descompressão pendurado em águas profundas", mas quando tentou comprar um submarino, descobriu que havia menos de 100 submarinos privados em todo o mundo e não conseguiu comprar um, em vez disso construiu um a partir dos planos de 2006.
A experiência e pesquisa de Rush o levaram a duas conclusões básicas: uma, que os submersíveis tinham uma reputação injustificada como veículos perigosos devido ao seu uso no transporte de mergulhadores comerciais, e dois, a Lei de Segurança de Embarcações de Passageiros de 1993 "priorizou desnecessariamente a segurança dos passageiros sobre inovação comercial". Com base em um estudo de marketing que ele encomendou, que concluiu que havia demanda suficiente para o turismo oceânico subaquático que, por sua vez, apoiaria o desenvolvimento de novos submersíveis de mergulho profundo que permitiriam novos empreendimentos comerciais, incluindo mineração de recursos e mitigação de desastres, ele fundou a OceanGate com uma parceiro de negócios em 2009.
A OceanGate pretende tornar a exploração subaquática mais barata e acessível aos cidadãos, semelhante à forma como a Blue Origin e a SpaceX tentaram reduzir os custos dos voos espaciais. Rush disse que havia dois obstáculos principais: a percepção do perigo e o pequeno número de veículos submersíveis com tripulação humana, que são construídos e pertencentes principalmente a agências governamentais.

## Submersíveis
Os submersíveis Cyclops 1 e Titan, projetados pela OceanGate, são lançados e recuperados de uma "Plataforma de Lançamento e Recuperação" semelhante a uma doca seca, que pode ser rebocada por uma embarcação comercial. Assim que a plataforma e o submersível atingem o local de destino, os tanques de flutuação da plataforma são inundados e ela afunda abaixo da turbulência da superfície a uma profundidade de 9 metros. O submersível então decola para sua missão subaquática. Após o retorno do submersível à plataforma, os tanques de flutuação são bombeados e a plataforma pode ser rebocada ou trazida a bordo do navio anfitrião. Isso permite que a OceanGate use embarcações sem guindastes humanos. A plataforma é de aproximadamente 11 metros comprimento e 4,6 metros de largura e pode levantar até 9.100 kg; é baseado em um conceito desenvolvido pelo Hawaii Undersea Research Laboratory.

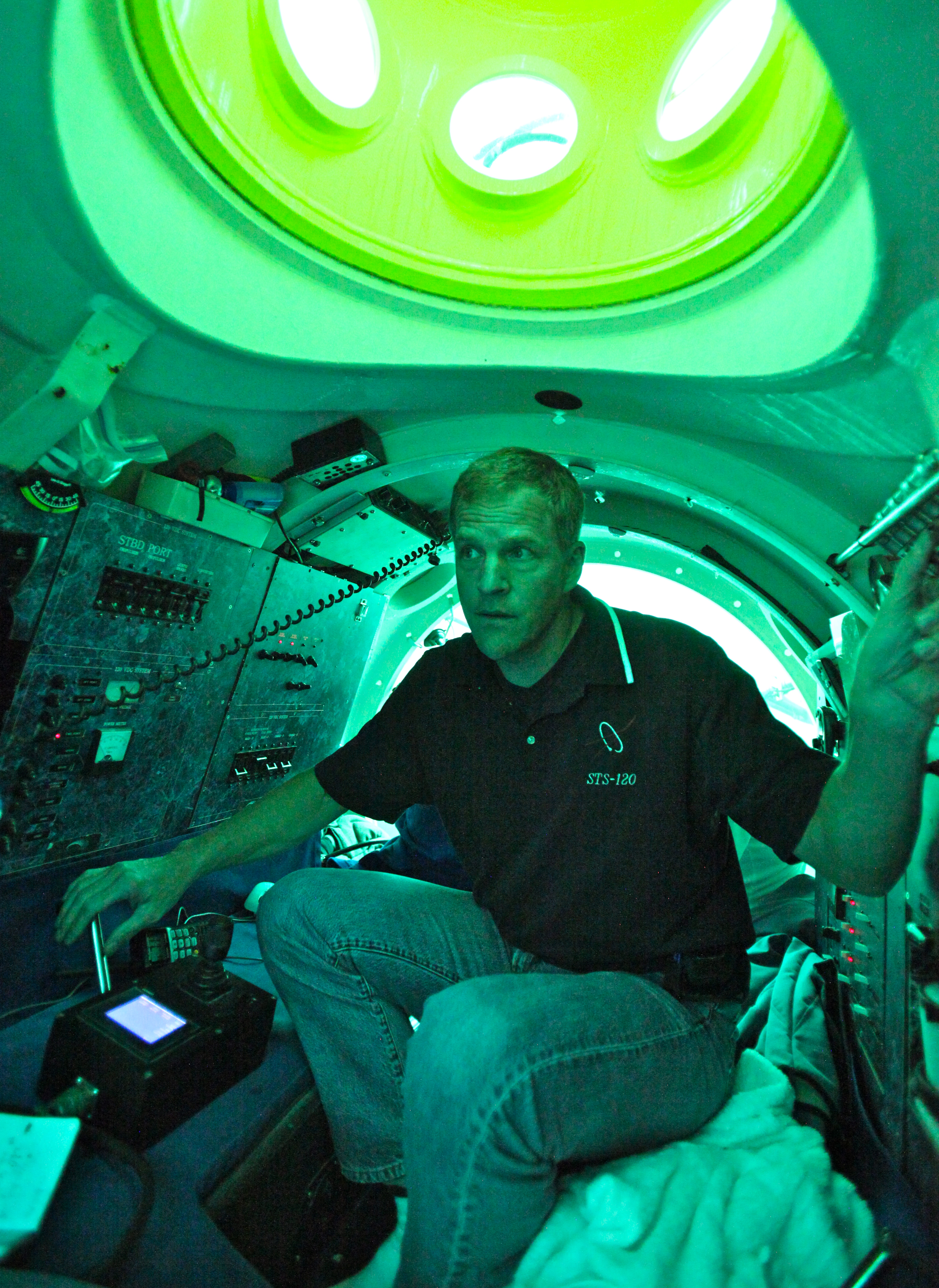
Astronauta Scott Parazynski a bordo do Antipodes

### Antipodes
A OceanGate adquiriu o submersível Antipodes em 2012. É equipado com duas grandes, cúpulas acrílicas hemisféricas de 1,47 m de diâmetro para observação visual e fotografia. No geral, os Antipodes são 4.5 m × 2.3 m × 2.4 m (14.8 ft × 7.5 ft × 7.9 ft) L×W×H e pesa 6.350 kg. Ele se move a até 5.6 km/h usando seis propulsores; velocidade de cruzeiro é de 1.5 kn (2.8 km/h; 1.7 mph). A embarcação transporta oxigênio suficiente para sustentar um complemento total de cinco pessoas por 72 horas.

### Cyclops 1

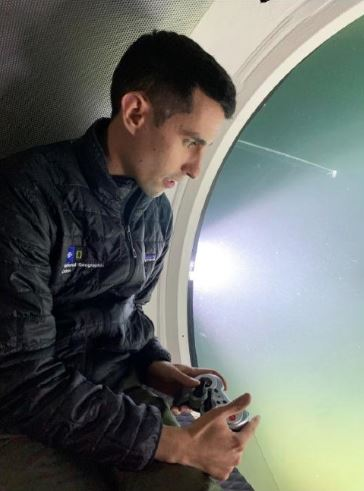
O piloto do Cyclops 1 na janela, operando a embarcação usando um controlador de jogo modificado

Em colaboração com o Laboratório de Física Aplicada da Universidade de Washington, a OceanGate desenvolveu o
submersível Cyclops 1, um submersível para cinco pessoas capaz de atingir uma profundidade máxima de 500 metros. No projeto inicial, o casco seria feito de fibra de carbono e o submersível em forma de bala mergulharia verticalmente, com assentos giratórios para garantir que os passageiros permanecessem na posição vertical; A Boeing trabalhou com a OceanGate e a UW para a análise inicial do projeto. Lançado em março de 2015, o submersível Cyclops 1 é o primeiro submersível Cyclops Class desenvolvido pela OceanGate. Foi nomeado para a grande cúpula hemisférica em uma extremidade, destinada a fornecer uma visão ampla do oceano.
OceanGate adquiriu o casco de aço para Cyclops 1 em 2013, depois de ter sido usado por 12 anos, e equipado com um novo interior, sensores subaquáticos e sistema de controle de piloto de gamepad, que foi descrito como "exclusivamente intuitivo". Uma extremidade do Cyclops 1 é equipada com uma cúpula de acrílico para observação visual e fotografia de 1,44 metros de diâmetro. No geral, o Cyclops 1 é 664 cm × 283 cm × 217 cm (21.8 ft × 9.3 ft × 7.1 ft) e pesa 9.075 kg com uma carga útil máxima de 567 kg. Ele se move em até 2.5 kn (4.6 km/h; 2.9 mph) usando quatro propulsores elétricos, dispostos dois horizontais e dois verticais. A embarcação transporta oxigênio suficiente para sustentar um complemento total de cinco pessoas por 72 horas.
Cyclops 1 foi usado para inspecionar os destroços do SS Andrea Doria em junho de 2016. Os dados do levantamento destinavam-se a construir um modelo de computador do naufrágio e seus arredores para melhorar a navegação.

### Titan
A OceanGate começou a desenvolver um submersível composto de fibra de carbono e casco de titânio em colaboração com o Laboratório de Física Aplicada (APL) da Universidade de Washington (UW) em 2013, provisoriamente denominado Cyclops 2; os primeiros componentes estruturais de titânio foram encomendados em dezembro de 2016 da Titanium Fabrication Corp. (TiFab), e a OceanGate assinaram um contrato com a Spencer Composites em janeiro de 2017 para o cilindro de composto de carbono. Spencer já havia construído o casco de pressão composto para o DeepFlight Challenger de uma pessoa para Steve Fossett com um projeto de Graham Hawkes. Após a morte de Fossett, o DeepFlight Challenger foi adquirido pela Virgin Oceanic de Richard Branson, que havia anunciado planos para realizar uma série de cinco mergulhos nos pontos mais profundos dos oceanos; A DeepFlight recusou-se a endossar o plano, pois a nave havia sido projetada para mergulhar apenas uma vez. Adam Wright, o presidente da DeepFlight, afirmou em 2014 "O problema é que a força do [DeepFlight Challenger] diminui após cada mergulho. É mais forte no primeiro mergulho." A Spencer Composites recebeu especificações de desempenho desafiadoras para o Cyclops 2, que deveria suportar 6,600 psi (46 MPa; 450 atm) pressão de serviço de trabalho com um fator de segurança de 2,25 × para a profundidade máxima pretendida de 4,000 m (13,000 ft). Em março de 2018, Ciclope 2 foi renomeado para Titan e em 2019, a OceanGate afirmou que havia começado o desenvolvimento do sucessor Cyclops. 3 e 4 submersíveis.
Os cálculos da OceanGate mostraram que o cilindro que forma a seção central do compartimento da tripulação deveria ter uma espessura de parede de 114 mm (4.5 in), que eles arredondaram para 127 mm (5.0 in) ; consiste em 480 camadas alternadas de tecido unidirecional pré-impregnado, colocado na direção axial, e filamento enrolado úmido, colocado na direção do aro. O cilindro foi construído em 2017 e curado a 137 °C (279 °F) por 7 dias. Todo o vaso de pressão consiste em dois hemisférios de titânio, dois anéis de interface de titânio correspondentes e os 142 cm (56 in) diâmetro interno, 2,4 metros (7,9 pé) cilindro enrolado em fibra de carbono - o maior dispositivo desse tipo já construído para uso em um submersível tripulado. Uma das tampas hemisféricas de titânio é equipada com um 380 mm (15 in) janela de acrílico. Além do compartimento da tripulação, o Titan inclui uma estrutura de skid de pouso e um invólucro externo composto de fibra de vidro, ambos aparafusados aos anéis de interface de titânio. No geral, o Titã é 670 cm × 280 cm × 250 cm (22.0 ft × 9.2 ft × 8.2 ft) e pesa 9,525 kg (20,999 lb) com uma carga útil máxima de 685 kg (1,510 lb). Ele se move em até 3 kn (5.6 km/h; 3.5 mph) usando quatro propulsores elétricos, dispostos dois horizontais e dois verticais. A embarcação transporta oxigênio suficiente para sustentar um complemento total de cinco pessoas por 96 horas.

#### Turismo no RMSTitanic
Depois de levar turistas para o naufrágio do Andrea Doria em 2016, Rush observou que "há apenas um naufrágio que todo mundo conhece... se você pedir às pessoas para nomear algo debaixo d'água, vai ser tubarões, baleias, Titanic." Anteriormente, os submersíveis russos da classe Mir haviam sido contratados na década de 1990 para passeios nos destroços do Titanic, incluindo as tomadas para as cenas de abertura do filme homônimo de 1997. Rush afirmou que Titan poderia ser usado para explorar o campo de destroços e varreduras precisas poderiam ser usadas para construir um modelo 3-D do naufrágio.
Titan da OceanGate tem sido usado para várias expedições de pesquisa do Titanic. Quando seus planos para as expedições do Titanic foram anunciados em 2017, a primeira viagem estava marcada para 2018, e cada assento de turista custava US$ 105.129, que era o preço da passagem para a suíte Vanderbilt no Titanic em 1912, ajustado pela inflação. Os testes contínuos do novo casco impediram as operações em 2018. Em 2019, o custo de uma passagem no Titan para ver o Titanic havia subido para $ 125.000; 54 turistas se inscreveram para uma das seis viagens programadas para começar em 27 de junho, mas esses planos foram adiados até 2020 porque as licenças não puderam ser obtidas para o navio de apoio de superfície. A operação proposta envolveu MV Havila Harmony (navegando sob bandeira não canadense), e teria violado o Coasting Trade Act, que proíbe navios de bandeira estrangeira de realizar viagens comerciais com portos de origem e destino no Canadá, análogo ao Jones Act dos Estados Unidos. Em janeiro de 2020, o casco original foi reduzido para 3,000 m (9,800 ft) profundidade máxima após a descoberta de sinais de fadiga, e a pandemia de COVID-19 nos Estados Unidos atrasou a aquisição do filamento de fibra de carbono necessário para construir um casco substituto. Em novembro de 2020, Rush anunciou que a primeira viagem ao Titanic seria adiada para maio de 2021.
Para a temporada de 2021, a OceanGate selecionou AHTS Horizon Arctic com bandeira canadenseAHTS Horizon Arctic  como a embarcação de suporte de superfície. A primeira expedição de pesquisa do Titanic a bordo do Titan estava programada para começar no final de junho de 2021; o primeiro mergulho foi concluído em meados de julho. Um segundo mergulho ocorreu no início de agosto e o Titan retornou a Seattle em novembro.
Em 2022, o custo de uma passagem dobrou para $ 250.000. Horizon Arctic novamente serviu como embarcação de apoio para os mergulhos planejados. De acordo com os processos judiciais da OceanGate, 28 pessoas visitaram o Titanic no Titan em 2022, 21 das quais eram "especialistas em missões" que pagaram por suas passagens. No total, a OceanGate realizou seis mergulhos no Titanic em 2021 e sete em 2022.
Para a expedição de pesquisa de 2023, a OceanGate garantiu o MV Polar Prince como seu navio de apoio, fazendo planos para começar em maio.

##### Acidentedo Titanem 2023
Em 18 de junho de 2023, o submersível Titan desapareceu no Oceano Atlântico Norte, na costa da Terra Nova. O submersível transportava uma expedição de turistas, incluindo Hamish Harding, Paul-Henri Nargeolet, Shahzada Dawood e filho Suleman, e o fundador da OceanGate, Stockton Rush, para ver os destroços do RMS Titanic. O desaparecimento do submersível desencadeou extensos esforços de busca e resgate. Em 22 de junho, após quase 80 horas de busca, a Guarda Costeira dos Estados Unidos (USCG) localizou partes do Titan a aproximadamente 488 metros da proa do Titanic. Presume-se que o vaso de pressão tenha implodido durante ou após a descida do Titan, matando todos a bordo.

### Cyclops 3eCyclops 4
A OceanGate declarou em 2019 que planejava desenvolver os submarinos sucessores Cyclops 3 e Cyclops 4 com uma profundidade máxima de 6.000 m, e no início de 2020 anunciou que o desenvolvimento e a fabricação dos cascos serão realizados no Marshall Space Flight Center da NASA em Huntsville, Alabama.